# クラウンエーテル

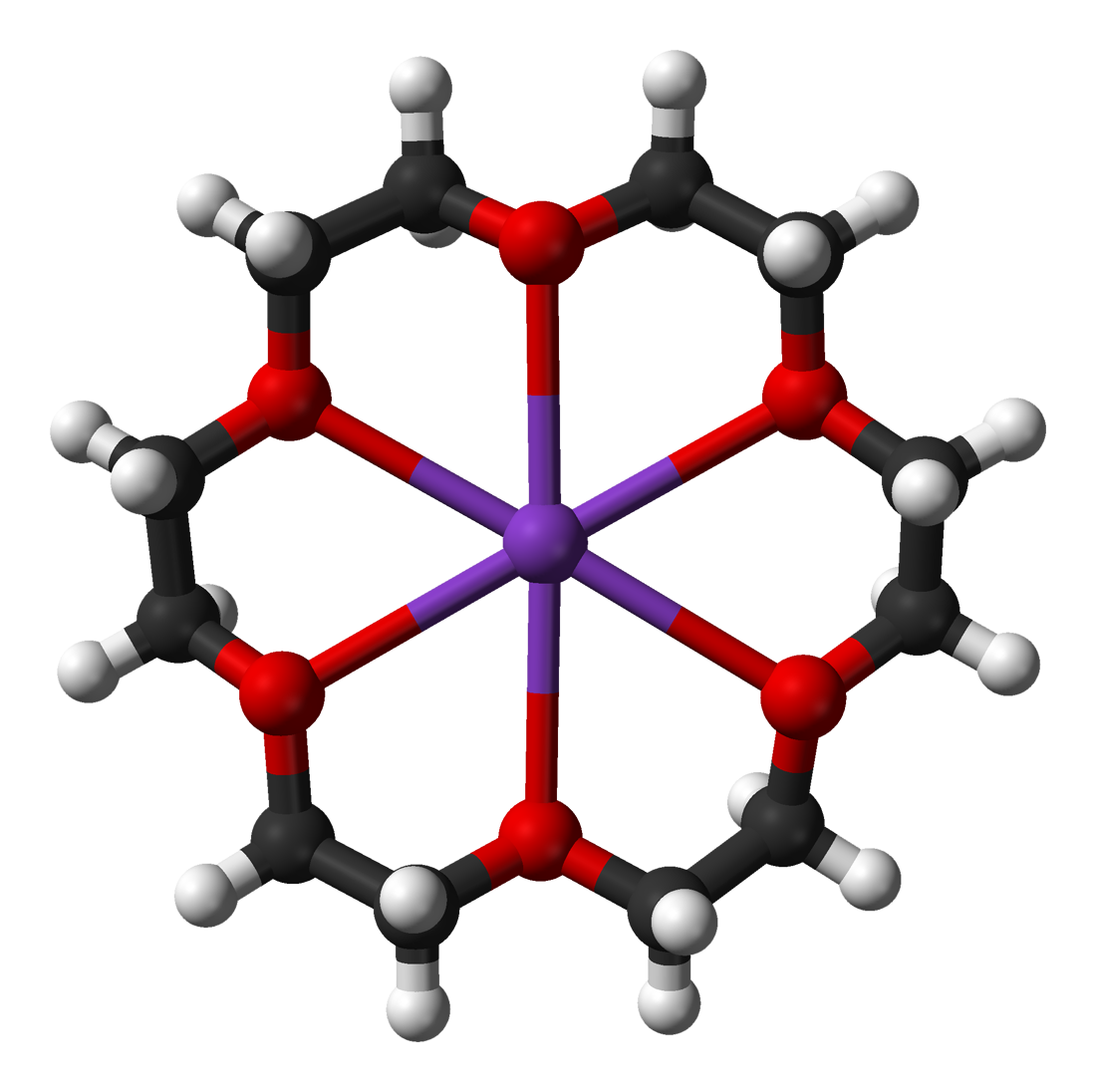
カリウムイオンに配位した18-クラウン-6。

有名なクラウンエーテルの構造: 12-クラウン-4, 15-クラウン-5, 18-クラウン-6, ジベンゾ-18-クラウン-6, ジアザ-18-クラウン-6

クラウンエーテル (英: crown ether) は一般構造式 (-CH2-CH2-O-)n で表される大環状のエーテルである。デュポン社のチャールズ・ペダーセンが発見した。ペダーセンはその功績により、1987年にノーベル化学賞を受けている。
一般にはx-クラウン-y-エーテル（｢エーテル｣は略することが多い）と命名される。xは環を構成する原子の全数、yは酸素原子の数である。環の内側に酸素原子の非共有電子対があるため、金属カチオンを取り込みやすい。
環の大きさによってとりこむ金属カチオンの大きさが違い、また様々な修飾をすることによっても選択性を変化させられる。OがSやNHなどに置き換わったチアクラウンエーテル、アザクラウンエーテルも合成されている（セレンを含むものも報告されている）。こうした研究は後に超分子化学の概念の礎となった。

## 発見
金属触媒による酸化反応を研究していたペダーセンは、以下の式のような合成計画を立て、2個のカテコールがエーテル鎖で連結された形を持つ4座配位子 3 の合成を試みた。式中でRはテトラヒドロピラニル基を表し、これは余計な反応が起こらないようにするための保護基の一種である。
しかし、基質として使った 1 が不純で、保護されないままのカテコールを含んでいたため、反応はあまりうまくいかなかった。粘稠（ねんちょう）な塊として得られた生成物を精製すると、微量ではあるものの、純物質として白い結晶が単離できた。収率にすれば0.4%であった。ペダーセンは目的とした 3 ならばもっと効率よく得られるはずであり、合成は失敗したものと考えたが、その結晶に興味を持ち、機器分析や実験で性質を調べた。すると、その結果から、単離した化合物は面白い性質を持つことがわかっていった。
まず、フェノール類にアルカリや金属イオンを作用させると、ヒドロキシ基と結びついて、UVスペクトルでピークが長波長シフトする、つまり色が変化することが知られている。ペダーセンは得られた化合物にもフェノール構造が含まれているはずだから、そのような現象が見られるかもしれないと考え、水酸化ナトリウムを添加してUVスペクトルを測定した。しかし、スペクトルに若干の変化が見られたものの、ピークの位置はほとんど同じであった。このことは、得られた化合物がヒドロキシ基を持たないことを示している。また、NMRやIRの結果からも分子内にヒドロキシ基がないことが確認できた。
この結果をペダーセンは奇妙であると考えた。ヒドロキシ基を持たないならば、UVスペクトルには全く変化が起こらないはずである。さらに、その結晶はメタノールに溶けづらく、アルカリ溶液を加えると溶解度が増した。しかしながら通常、フェノールやカルボン酸など酸性度の高い水素原子を持つ化合物は、アルカリを加えると以下のような中和反応によって塩を形成して極性の低い有機溶媒に溶けにくくなり、逆に水など極性の高い溶媒に溶けやすくなるのである。
{\displaystyle {\ce {{ROH}+ NaOH -> {RONa}+ H2O}}} （Rは芳香族置換基やカルボニル基）
しかし、ヒドロキシ基を持っていないならばこのような溶解度の変化は起こりえない。さらに検討を行うと、アルカリではなく、ナトリウムイオンが溶解度を増す原因となることが明らかになった。元素分析の結果から、その化合物は上記の反応式における 1 と 2 が1:1の比で反応した C10H12O3 の組成を持つことがわかっていた。だが1分子ずつ結びついた場合の構造では、なぜこのような現象が起こるかの説明ができない。そこで、ペダーセンは保護基を持たないカテコール 4 と 2 が2分子ずつ反応し、より大きな環を持つ 5 が生成したのではないかと気づいた。

分子内で環を巻いた生成物の構造式

ペダーセンは大きな空孔を持つ 5 の中にナトリウムイオンが取り込まれ、UVスペクトルや溶解度の変化をもたらしていると結論し、化合物を王冠（クラウン）に似た形状から「クラウンエーテル」と名づけた。他にも環の大きさが異なる種々の類縁体を合成し、金属イオンを取り込む能力などを調べた上で米国化学会誌上に発表した。
また、ペダーセンは合成上の観点からも上記の反応は興味深いものであると述べている。高度希釈法を用いない場合、分子内で閉環した生成物が得られやすい。上記の反応で、9員環化合物でなく、分子間の反応が起こり、より大きな18員環の生成物が得られたのは、反応系中に存在したナトリウムイオンによるテンプレート効果のためであると説明されている。これを利用し、クラウンエーテル類の合成は一般にアルカリ金属イオンの存在下で行われる。

## アザクラウンエーテル
21、18員環ジアザクラウンエーテル誘導体は非常に優れたカルシウムおよびマグネシウム選択性を示し、イオン選択性電極に広く使用されている。クリプタンドを形成するため、クラウンエーテルの一部あるいは全部の酸素原子が窒素原子に置換される。よく知られたテトラアザクラウンは酸素原子を有していないサイクレンである。